# Мота-дель-Куерво
Мота-дель-Куерво (ісп. Mota del Cuervo) — муніципалітет в Іспанії, у складі автономної спільноти Кастилія-Ла-Манча, у провінції Куенка. Населення — 6304 особи (2010).
Муніципалітет розташований на відстані близько 120 км на південний схід від Мадрида, 90 км на південний захід від Куенки.

## Демографія
Динаміка населення (INE ):

## Галерея зображень

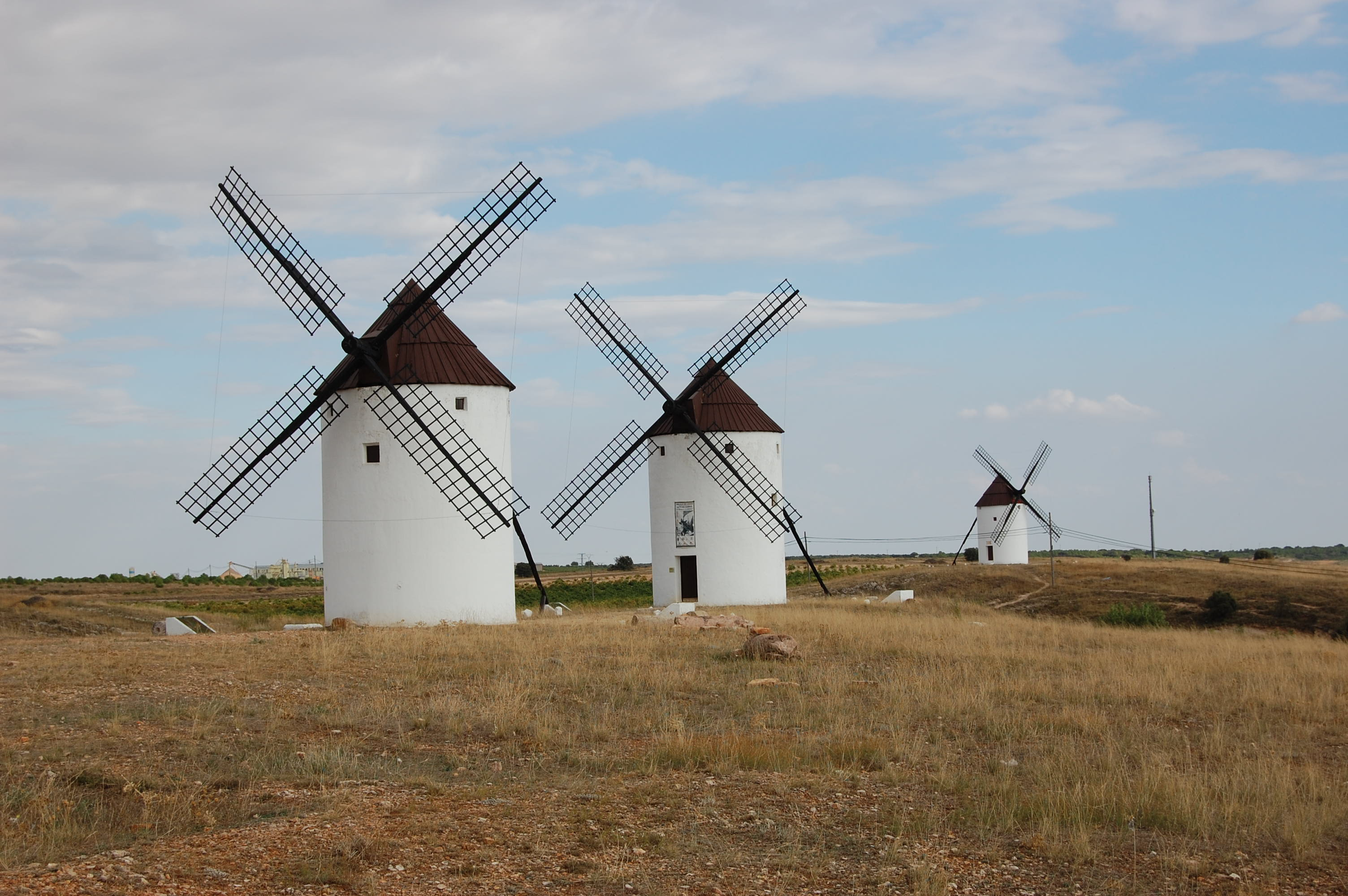
Реставровані вітряки